# Matt Piet
Matt Piet (Chicago, circa 1990) is een Amerikaanse pianist en componist in de jazz en geïmproviseerde muziek.

## Biografie
Piet groeide op in een suburb van Chicago (Palos Park) en begon op zijn tiende piano te spelen.. Hij volgde een klassieke opleiding aan Berklee College of Music, daarnaast hield hij zich bezig met jazz, improvisatie en componeren. Na zijn terugkeer in Chicago, in 2014, werkte hij hier in de jazz- en improvisatiescene, o.a. in een trio met Dave Rempis en Tim Daisy, eigen trio's (met Charlie Kirchen en Julian Kirshner, en met Ben Dillinger en Tommaso Moretti) en in de groep Four Letter Words (album Blow, 2016).
Hij nam onder eigen naam een album op, Of Sound Mind (Amalgam Music), met een trio met Albert Wildeman en Julian Kirshner. De plaat kreeg een positieve recensie in All About Jazz. Matt Piet leidt de Incipient Sessions, waaraan onder meer Tim Daisy, Nick Mazzarella en Josh Berman hebben meegedaan.

## Discografie (selectie)
- Matt Piet, Charlie Kirchen, Julian Kirshner: Live at Elastic Arts (2017)
- Rempis / Piet / Daisy: Hit the Ground Running (Aerophonic Records, 2017)
- Rempis / Piet / Daisy: Throw Tomatoes (2018)